# Водсворт (Илиноис)
Водсворт (енгл. Wadsworth) град је у америчкој савезној држави Илиноис.

## Демографија
По попису из 2010. године број становника је 3.815, што је 732 (23,7%) становника више него 2000. године.
| Група             | 2000.         | 2010.         |
| Белци             | 2.842 (92,2%) | 3.180 (83,4%) |
| Афроамериканци    | 53 (1,7%)     | 156 (4,1%)    |
| Азијати           | 32 (1,0%)     | 89 (2,3%)     |
| Хиспаноамериканци | 109 (3,5%)    | 337 (8,8%)    |
| Укупно            | 3.083         | 3.815         |